# Tatort: Martinsfeuer
Martinsfeuer ist ein Fernsehfilm aus der Kriminalreihe Tatort. Der vom Westdeutschen Rundfunk unter der Regie von Niki Stein produzierte Film wurde am 5. Dezember 1999 im Ersten Programm der ARD ausgestrahlt. Es ist der zehnte Fall des Kölner Ermittler-Teams Ballauf und Schenk und die 429. Tatortfolge.

## Handlung
In einer Kölner Vorstadtsiedlung wird der vierjährige Michael vermisst. Gerade erst hatte er mit einer Gruppe von größeren Kindern gespielt, als er von ihrem Ausflug im Gelände nicht zurückkehrt. Nach einigem Suchen findet ihn ein Schäfer tot auf einem stillgelegten Militärgebiet, wo die Kinder zuletzt (verbotenerweise) gespielt hatten.
Das Opfer ist erstickt worden und hat eingeschnitzte Zeichen auf der Haut, die den Kommissaren Ballauf und Schenk Rätsel aufgeben. Sie vermuten einen Psychopathen als Täter, der sein Opfer markiert, um es als „seinen Besitz“ zu kennzeichnen. Da sich die Kommissare Hinweise von den Kindern Marion und Mirco erhoffen, die zuletzt mit dem Jungen zusammen waren, erhalten sie Unterstützung von der Diplompsychologin Vera Furthwängler. Zunächst werden sie von den Kindern auf den psychisch auffälligen Lessmann aufmerksam gemacht, der daraufhin in Polizeigewahrsam genommen wird. Aber auch der vorbestrafte Leon Dewitt, der unter anderem mit der Mutter der zwölfjährigen Marion Antes eine Beziehung hat, kann als Täter nicht ausgeschlossen werden. Beide leugnen allerdings etwas mit dem Tod des Jungen zu tun zu haben. Nachdem die Ermittler von Mirco Pranskat eine Zeichnung entdecken, auf der er augenscheinlich den toten Michael auf der Wiese liegend gezeichnet hat, halten sie ihn für einen Tatzeugen. Aus Sorge, dass der Täter das wissen könnte, wird der Junge unter Polizeischutz gestellt. Eine Herausforderung wird der bevorstehende Martinsumzug, an dem alle Kinder der Siedlung teilnehmen werden. Trotz aller Sicherungsmaßnahmen verschwindet während des Umzugs der fünfjährige Daniel.
Ballauf findet einen ernsthaften Hinweis darauf, dass die Kinder selbst etwas mit Michaels Tod zu tun haben. So erfährt er von Mirco, dass er Marion, die als „Anführerin“ innerhalb der Gruppe von Siedlungskindern gilt, beobachtet hatte, wie sie die Hand auf den am Boden liegenden Michael gehalten hatte und mit einer Rasierklinge Zeichen auf seinen Bauch gemalt hatte. In letzter Zeit spielen sie oft in einer Traumwelt des Jenseits. Dort wo man es „immer gut hat und sich um einen gekümmert wird“, wie Mirco es nannte. Aufgrund der sozialen Verhältnisse sind die Kinder häufig sich selbst überlassen und haben Defizite an Zuwendung der Eltern. Nach Mircos Erzählen werden die Kinder von Außerirdischen abgeholt und Marion würde die Zeremonie dafür übernehmen. So sind sich die Kommissare sicher, dass der verschwundene Daniel von Marion entführt wurde. Da inzwischen auch per Hubschrauber nach Daniel gesucht wird, gelingt es Ballauf und Schenk, beide Kinder rechtzeitig zu finden. Nach Marions Äußerungen steht zweifelsfrei fest, dass sie Michael erstickt hat.

## Hintergrund
Martinsfeuer wurde von Colonia Media im Auftrag des WDR  produziert. Die Dreharbeiten erfolgten 1999 in Köln und Blankenheim unter dem Arbeitstitel Almeidaweg, St. Martin.

## Rezeption

### Einschaltquoten
Bei seiner Erstausstrahlung am 5. Dezember 1999 wurde die Folge Martinsfeuer in Deutschland von 8,24 Millionen Zuschauer gesehen, was einem Marktanteil von 23,07 Prozent entsprach.

### Kritiken
Rainer Tittelbach von tittelbach.tv wertet anerkennend: „Ein ‚Tatort‘, der wie ein Thriller beginnt. ‚Halloween‘ lässt schön grüßen. Dann nehmen Ballauf und Schenk den Zuschauer an die Hand bei ihrem Gang durch die gesellschaftlichen Niederungen. Da wird einmal die andere Seite von ‚Deutschland 2000‘ gezeigt - no future in der Vorstadt-Siedlung. In den Blick geraten die, die im Schatten stehen, Familien aus der ‚Unterschicht‘, Menschen, die es nicht gelernt haben, sich gegen ihr Schicksal aufzulehnen.“
Die Kritiker von TV Spielfilm meinen: „Beklemmend realistische Milieuzeichnung.“

### Trivia
Dieses Mal fährt Freddy Schenk ein zeitgenössisches Auto, nämlich einen Ford Explorer II (Geländewagen) mit dem Kennzeichen K-DX 9314.